# Agamédész

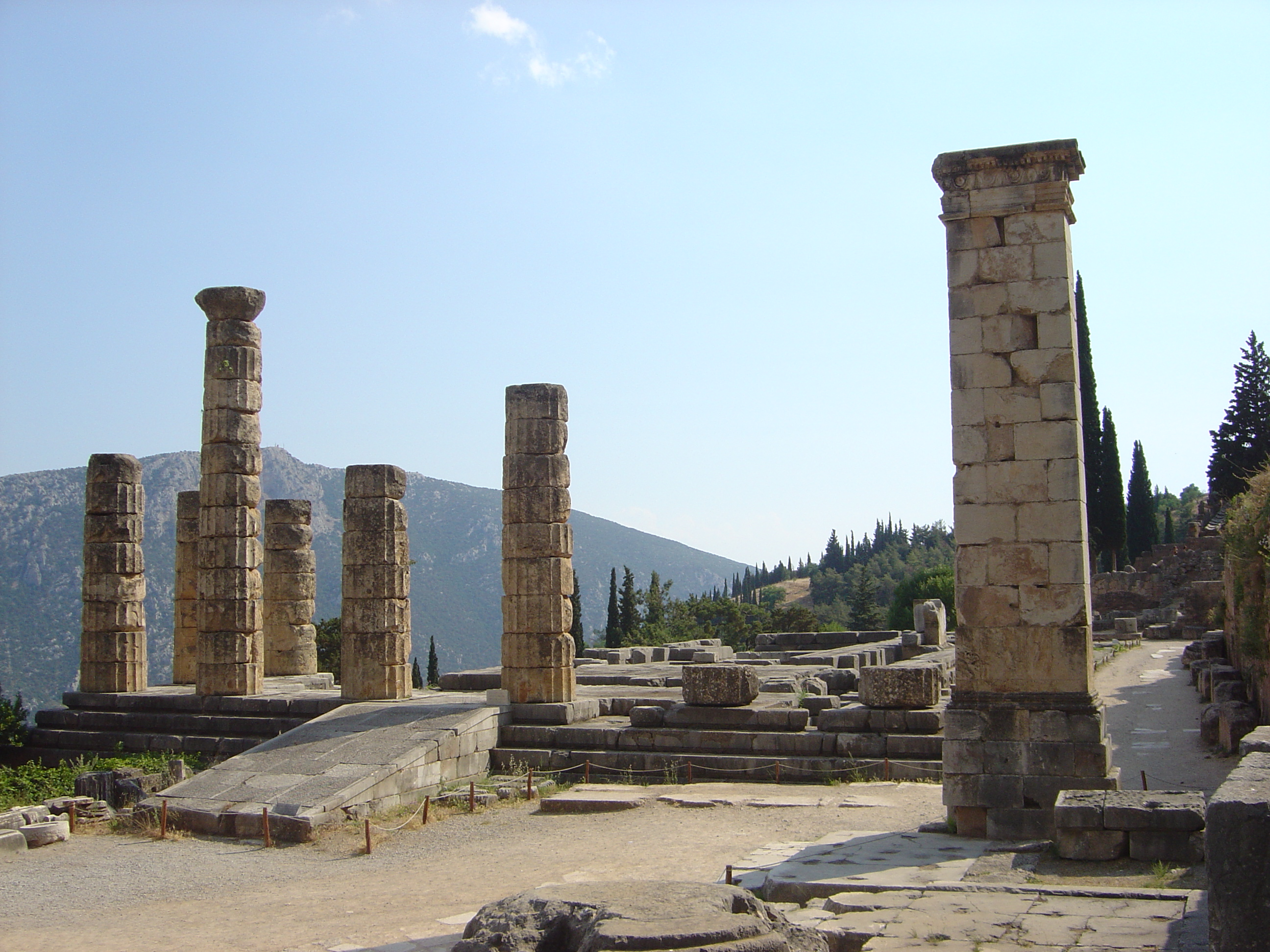
A delphoi Apollón-templom maradványai

Agamédész görög félig mitológiai alak, legendás építőmester, Erginosz fia, aki a maga fiával, Kerküónnal és mostohafiával, Trophoniosszal együtt építette fel Apollón szentélyét Delphoiban és Poszeidónét Mantineiában. Szaktudásának hamar híre ment, és Hürieusz király megbízta, hogy építsenek neki egy olyan kincstárat, amelybe senki sem tud betörni. A kincstár elkészült ugyan, ám az építők az egyik kövét úgy helyezték el, hogy azt könnyen elmozdíthassák helyéről, s attól kezdve rendszeresen rájártak a kincsekre. Hürieusz észrevette a hiányt, és Daidalosszal egy csapdát készíttetett, hogy elfogja a tolvajt. A csapdába Agamédész esett bele, Trophoniosz nem tudta kiszabadítani, ezért levágta apja fejét, hogy kilétükre fény ne derüljön. A fejet egy lebadiai barlang közelében temette el, s egy oszlopot állított síremlék gyanánt föléje. Ő maga továbbmenekült, de elnyelte a föld, s csak a hangja maradt meg, amely jövendőt mondott: itt később egy róla elnevezett jóshely létesült.
A monda egy másik változata szerint Agamédész és Trophoniosz testvérek voltak, s fiatalon vállalták el az Apollón-szentély megépítését. Amikor munkájukkal elkészültek, az isten jósdája útján megengedte nekik, hogy hat napig mulatozzanak, s a hetediken bérükként azt kapják meg, ami az emberek számára a legértékesebb ajándék. Az ifjak hat napig élték világukat, s a hetedik nap reggelén halva találták őket, innen ered a mondás, hogy „akit az istenek szeretnek, fiatalon halnak meg". E történetet az Apollónhoz szóló homéroszi himnusz örökítette meg, hasonló értelmű Kleobisz és Bitón példázata is.